# Huracanes de Colima
Huracanes de Colima ist ein ehemaliger mexikanischer Fußballverein aus Colima, der Hauptstadt des gleichnamigen Bundesstaates Colima. 

## Geschichte
Der Huracanes Fútbol Club erwarb die Zweitligalizenz zur Teilnahme an der Liga de Ascenso von Inter Riviera Maya; einem Verein, der nur während der Saison 2003/04 in der Liga vertreten war. Auch die Huracanes nahmen nur während der Saison 2004/05 am Spielbetrieb der Liga teil, weil der Mediengigant Televisa als Rechteinhaber der Lizenz diese nach dem Ende der Saison auf ein neues Franchise mit der Bezeichnung Águilas Riviera Maya übertrug.
Huracanes belegte in der Apertura 2004 lediglich den vierten Platz in seiner Gruppe und verpasste dadurch die Liguillas. In der Clausura 2005 war Huracanes mit der Bilanz von 34 Punkten zweitbeste Mannschaft und Sieger der eigenen Gruppe, wodurch diesmal die Liguillas erreicht wurden. Großen Anteil an diesem Erfolg hatte ihr mexikanischer Stürmer César Carranza, der in der Punktspielrunde dieser Halbsaison zwölf Tore erzielte. Nachdem die Mannschaft sich im Viertelfinale knapp gegen Alacranes de Durango hatte durchsetzen können (2:2 und 2:1), unterlag sie im Halbfinale gegen den späteren Turniersieger Querétaro Fútbol Club mit dem Gesamtergebnis von 0:6.